# 심배
심배(審配, ? ~ 204년 8월)는 중국 후한 말기의 관료로, 자는 정남(正南)이며 기주 위군 음안현(陰安縣) 사람이다. 의협심이 강해 불의를 참지 못하는 성격의 소유자였으며, 원소가 죽은 후 원소의 어린 아들 원상(袁尙)을 옹립해 권신으로 군림하였으나 조조(曹操)에게 패하여 죽임을 당했다.
배잠론(裴潛論)에서 심배는 원소군의 대표적인 모사이며 강직한 충신이자 곽도(郭圖)와 쌍벽을 이루는 원소의 오른팔로 나온다.

## 생애 전반기와 원상의 옹립
원래 심배는 전풍(田豊)과 함께 기주목(冀州牧) 한복(韓馥)을 섬겼으나, 한복은 이들을 중용하지 않았다.
초평(初平) 2년(191년), 한복에게서 기주(冀州)를 빼앗은 원소(袁紹)는 심배를 치중(治中)으로 삼았다.
건안(建安) 4년(199년), 공손찬(公孫瓚)을 토벌한 원소는 조조를 치려 하였다. 심배는 곽도(郭圖)와 함께 주전론을 개진했으나, 전풍은 이를 반대하였다.
건안 5년(200년), 마침내 원소는 전풍을 투옥시키고 조조를 공격하러 떠났다. 원소는 처음에는 전투를 유리하게 이끌어 나갔으나, 모신 허유(許攸)가 배반하여 전세가 역전되어 관도(官渡)에서 대패하였다.
관도전 직전 원소는 군권이 집중되던 감군제를 폐지하고 3도독(都督)으로 나눠 군권을 분할했으나, 관도전 패배의 여파로 감군제는 다시 복원되었고 감군직에 심배가 임명된 것으로 보인다.
관도전에 종군했던 심배의 두 아들은 조조군에게 사로잡혔는데, 원소의 부하 맹대(孟岱)와 장기(蔣奇)등은 원소에게 감군의 권력은 강대하고 심배는 강력한 호족으로 정치를 독점하고 있으니 곧 모반할 것이라고 참언하였으며, 곽도 · 신평(辛評) 또한 이들을 지지해 심배를 파직시켜야 한다고 말했다. 그러나 봉기(逢紀)는 심배를 변호하였고, 심배는 그대로 자리에 유임될 수 있었다. 심배와 봉기는 사이가 나빴으나 이를 계기로 화해하고 서로 친하게 지냈다.
건안 7년(202년), 원소가 병으로 급사하였다. 원소는 생전에 장남 원담(袁譚)을 폐출시켰으며 서자였던 원상을 적자로 삼았다. 원상이 원소의 후계자가 되었다는 것은 명확하였으나 당시 원상은 나이가 어렸으므로, 나이와 경력이 앞서는 원담을 옹립해야 한다는 주장이 크게 지지를 얻었고 원담 자신도 적극적인 의지를 보여 군사를 이끌고 업(鄴)으로 향했다. 이때 원담을 지지한 대표적인 인물이 곽도 · 신평 등인데 심배와 봉기는 평소부터 원담과 사이가 나빴으며 곽도 · 신평과도 사이가 나빴다. 심배와 봉기는 이들이 집권해 자신들이 해를 입을 것을 두려워하였으므로, 기주를 장악하고 원상을 옹립하였다.
이때 심배가 원소가 남긴 유언을 조작하여 원상을 옹립했기 때문에 원상의 옹립은 원소의 뜻과는 다르게 조작된 것이라는 주장이 있으나, 정확히 말하면 심배는 원소의 유명을 조작한 것이 아니라 칭탁했다.
칭탁했다고 함은 원래 있던 원소의 유언을 다르게 조작해 꾸민 것이 아니라, 애초에 있지도 않던 원소의 유언을 만들어냈다는 말이다. 하지만 원소가 원상을 후계자로 삼을 뜻은 이미 명백하였고 원상이 적자의 지위에 올라있었음에도 '후계가 정해지는 것에 미치지 못하고 죽었다'라는 기록은 원소가 원상을 후계자로 삼지 못한 것이 아니라 원상이 너무 어려 후계자로서 필요한 경력이나 지지 기반이 전무했음을 뜻하는 것일 가능성이 크다. 원소가 유명조차 남기지 못하고 갑작스럽게 죽은 정황을 감안한다면, 원소는 원상을 후계자로 삼았음에도 불구하고 생전에 원상에게 힘을 실어주지 못하고 죽은 것이라는 데에 더욱 무게가 실리게 된다. 또한 원소는 생전에 원담을 폐출시켜 후계를 계승할 권리를 박탈했으며 서자였던 원상을 적자로 삼았다.
설령 원소의 사망 이후 원상의 승계에 이의를 제기하더라도 이는 폐출되지 않은 원희(袁熙)나 주장할 수 있는 것이지 원소의 조카가 된 원담이 주장할 수 있는 성질의 것은 아니다. 사실상 원담의 행위는 반역이나 다름없는 것이었다고 볼 수 있다.

## 여양전투와 내전
원담은 청주(靑州)에서 군사를 이끌고 업(鄴)에 도착하였으나 이미 심배가 기주를 장악하고 원상을 내세웠으므로, 후계자로 옹립될 수 없었다. 이에 원담은 업의 근교인 여양(黎陽)에 군사를 주둔시키고 거기장군(車騎將軍)을 자칭하였는데, 원소가 처음 기의하였을 때 칭한 이 관직을 원담이 칭함은 원상의 승계를 정면으로 불복하는 것과 다름없는 행위였으며 사실상의 독립선언이었다.
이때 조조가 군대를 일으켜 북상하여 여양을 공격했다. 전세가 불리하였으므로 원담은 원상에게 구원을 요청했으나 심배는 거듭 논의하여 원상이 원군을 보내지 못하게 했다. 이에 원담은 대노하여 원상 측에서 중재역으로 파견되어 있던 봉기를 죽였다. 다만 이 당시의 기록이 상당히 불명확한 점이 많은데 《한진춘추(漢晉春秋)》의 기록을 따르면, 오히려 원담이 봉기를 죽임으로써 양 진영이 화해하게 된 것으로 언급되고 있다. 이에 의하면 봉기는 중재를 위해 원상에게서 파견되었으면서도 오히려 원담을 부추겨 불화를 조장했을 가능성이 높고 원상이 원담에게 군사를 보내지 않은 것도 이 때문으로 보인다.
어찌 되었든 봉기가 죽자 심배와 원상은 원담에게 원군을 보내는데, 원담이 파견된 병사들을 빼앗아 자기 휘하에 소속시키는 것을 꺼렸기 때문에 원상이 직접 출병해 원담을 구원하게 되었으며 심배는 남아서 업을 지켰다. 마침내 조조와 원담 · 원상은 여양성 아래에서 전투를 벌였는데 전투는 격전으로 약 8개월 동안이나 계속되었다. 한때 원담과 원상은 여양을 포기하고 업까지 철수하기도 했으나, 계속 진군해 오던 조조는 원상의 요격에 당하여 패퇴하게 된다. 이때 원담은 조조를 추격하면 습격하면 궤멸시킬 수 있다고 진언했으나 원상은 이를 의심하여 받아들이지 않았으며, 전쟁이 끝나자 청주로 돌아가지 않고 있던 원담군에 대한 무기와 병력의 보충도 중단했고 원담은 이 조치에 격노했다. 이때 곽도·신평 등은 원담을 부추기며 원담이 폐출된 까닭은 모두 심배가 뒤에서 음모를 꾸몄기 때문이라고 모함했는데, 심배와 평소부터 사이가 나빴던 원담은 이를 그럴듯하게 여겼고, 마침내 원담이 군사를 이끌고 원상을 공격해 내전이 일어나게 된다.
심배는 이 내전에 상당히 적극적이었던 것으로 생각된다. 《후한서》와 《한진춘추》는 심배가 원담에게 보낸 서신이 소개되고 있는데, 이 문장에 의하면 달아난 원담이 재차 업을 공격하려고 하자 심배와 심배의 도당들은 원담의 이같은 결정에 크게 분노하여 원상의 뜻을 거스르면서까지 원담과의 전쟁을 강행했다고 말하고 있다. 또한 주석에 의하면 이때 참패한 원담군의 시체와 흐르는 피는 헤아리는 것이 불가능할 정도였다고 한다. 강력했던 심배의 권력을 생각한다면 충분히 가능할 수도 있는 일이지만 편지의 내용 자체가 자아비판조이기 때문에 내전의 결정이 정말로 심배의 독단이었는지, 원상이 암묵적으로 동의했던 것인지, 아니면 원상과 심배의 합작이었는지는 정확히 파악하기 어렵다. 어쨌든 이런 강경한 대응은 결국 지나치게 궁지에 몰린 원담이 조조에게 항복해 버리는 결과를 초래하게 된다.

## 업성 공방전
건안 8년(203년) 겨울, 궁지에 몰린 원담은 조조에게 항복해 원상에게 대항하였다. 조조가 북상하여 여양에 이르자 원상은 업으로 돌아갔다.
건안 9년(204년) 1월, 조조가 황하를 건너 돌아가자 원상은 심배를 남겨 업(鄴)을 지키게 하고 원담을 공격하러 떠났다. 또한 이때 심배는 원상 진영의 대표로 원담에게 화해를 촉구하는 서신을 보냈으나 원담은 이를 듣지 않았다. 조조는 원상이 평원으로 향한 틈을 타 다시 북상했는데 조조와 내응하고 있던 소유는 안에서 호응하려고 하다가 음모가 탄로나자 심배와 성내에서 시가전을 벌였으나 패하여 달아났다. 조조는 토산과 땅굴을 만들어 업을 공격하였으나 심배의 빠른 대처로 인해 모두 실패하였다. 이때 원상의 부장 윤해가 모성에 주둔하며 병주와의 양도를 통하게 하였는데, 4월 조조는 조홍(曹洪)을 남겨 업을 계속 공격하게 하고 윤해와 저곡 등을 격파하고 5월에 다시 조홍과 합류하여 업을 공격했다.
이때 조조는 성 주위에 40리(16 km)에 걸쳐 구덩이를 파게 했는데, 깊이가 얕아 심배는 이를 대수롭지 않게 여기고 조조를 비웃었으나 조조가 하룻밤 사이에 이 구덩이를 2장(4.6m) 이나 될 정도로 깊게 파고 장수를 무너뜨리자 업은 수몰되어 버렸다. 하지만 심배의 철저한 항전 때문에 공방이 계속되었는데 성중의 아사자는 이미 절반이 넘었다.
7월, 업이 위급해졌다는 보고를 받은 원상은 직접 군사를 이끌고 포위를 풀려 했고 심배도 원상에게 호응하였으나 원상과 심배는 모두 대패하였다.
원상은 조조의 거듭된 급박한 추격에다 부하장수들의 배신까지 겹쳤으므로 결국 대부분의 군사를 잃고 대장군의 인수와 부절 등을 비롯한 비롯한 개인 소지품까지 모두 버려둔 채 단기로 달아났다. 이를 노획한 조조가 이를 업성 쪽에 보이자 수비군의 전의는 완전히 무너져 내렸다.
심배는 병사들을 독려하는 한편 조조가 업성에 가까이 근접해 시찰하자 쇠뇌를 일제히 조조에게 쏘게 했다. 이 중 몇발은 조조에게 명중하기까지 했으나 결국 조조를 죽이는 데에는 실패했다.
8월, 동문을 지키던 심배의 조카 심영(審榮)이 성문을 열고 조조군을 맞아들였다. 조조군이 성내에 침입했다는 보고를 받은 심배는 곧바로 동문으로 달려가 싸웠지만 결국 사로잡혔다.
예전에 원담이 패하여 달아났을 때 기주에 있던 곽도 · 신비(辛毗)의 일족들도 모두 달아났으나 신평의 가족들만 사로잡혀 인질이 되었다. 동문이 열렸을 때 마침 심배는 동남쪽의 누각에 있었는데 조조의 병사들이 들어오는 것을 지켜보면서 곽도와 신평 형제가 기주를 패망시킨 것에 분노하여 사람을 옥중에 보내 신평의 일족을 모조리 죽이도록 명령했다. 업이 함락되었다는 보고를 받은 신비는 감옥으로 가서 신평의 가족을 풀어주려 하였으나, 이미 모두 죽었다는 사실을 알게 되었다. 분노한 신비는 붙잡힌 심배가 군막으로 옮겨지는 것을 보고 말채찍으로 심배의 목을 후려치며 욕을 하자 심배는 신비에게 "이 개같은 놈아! 너 때문에 조씨가 기주를 격파하게 되었으니, 너를 죽이지 못한 것이 한스럽다!"라고 외쳤다.
조조가 심배에게 묻기를 "내가 포위망 가까이를 시찰할 때, 어찌 그리도 쇠뇌가 많았소?"라고 하자,
심배는 "오히려 너무 적었던 것이 원망스럽다."라고 대답했다.
심배의 기백에 감탄한 조조는 심배를 살려주고 싶었으므로 "경이 원씨에게 충성을 바친 것처럼 나에게도 그리 할 수 없겠소?"라고 물었지만 심배는 "살아서는 원가(袁家)의 신하요, 죽어서도 원가의 귀신이 될 것이다."라고 대답하며 굽히는 말이 전혀 없었고, 신비 등이 심배를 죽일 것을 간절히 원하며 호곡하는 것이 그치지 않으니 결국 심배를 베었는데 끝까지 말과 기백이 장렬하였으므로, 주위의 모든 사람들이 그 모습에 탄식을 금하지 못했다고 한다.
처형을 집행하게 되자 심배는 형을 집행하는 병사에게
| “ | 나의 임금이 북쪽에 계신다. | ” |

라고 말하며 자신을 북쪽으로 앉히게 하고 죽었다.
한편 북쪽으로 달아난 원상은 수차례 망명을 거듭하며 재기를 도모하지만, 망명지에서 원희(袁熙)와 함께 공손강(公孫康)에게 살해당하여 수급이 조조에게 바쳐진다.

## 심배에 대한 평가
- 공융(孔融) · 순욱(荀彧) : 공융은 심배를 원소의 충신이라 평가했으나, 순욱은 심배를 고집이 세고 무계획적인 인물이라고 말했다.
- 배송지(裴松之) : 진수(陳壽)의《삼국지(三國志)》에 주석을 단 배송지(裵松之)는 심배를 한 시대의 열사(烈士)라고 평가했다.
- 호삼성(胡三省) : 호삼성은 《자치통감》에 주석을 달면서, 심배를 '원소의 막료 가운데 끝까지 충성을 바친 유일한 인물'이라고 평가했다.

## 심배의 친족관계

### 관련 인물
심영

## 같이 보기
- 삼국지 인물 목록